# Lada Largus
El Lada Largus es un automóvil de turismo/automóvil utilitario del segmento B; inicialmente diseñado por la firma francesa de automóviles Renault para su filial rumana Dacia, y cuya licencia de producción fuera cedida en parte a la Planta AvtoVAZ en la ciudad de Tolyatti; en Rusia. La producción en Rusia comenzó recién en el año 2011, con pocas unidades de evaluación, y las primeras unidades definitivas se vieron hasta el año 2012. Se comercializa desde antes, ya desde el año 2004; bajo la marca rumana Dacia en Europa y el norte de África, y bajo el nombre de Renault en el resto de América, siendo usada la marca Lada en Rusia gracias a su reputación en la construcción de vehículos económicos y fiables.

## Historia
Para conocer acerca del Lada Largus, basta con remitirnos a la historia del Dacia Logan y la de la marca de automóviles Nissan, con su Plataforma B0 de la que se derivan coches para las casa francesa y japonesa, como el Dacia Logan, el Dacia Sandero y el Nissan March.
En un acuerdo de asociación entre la firma rusa AvtoVAZ y el fabricante francés Renault, la parte francesa adquirió el 25 % de la planta y las operaciones de Lada en Europa, mientras se haría cargo de la producción de materiales para el ensamblaje del citado coche para el mercado de otros continentes la parte rusa, a cambio de que el fabricante francés iniciara inversiones y reingeniería de las líneas de producción en la planta de Tolyatti.
Como resultado de dicho acuerdo de cooperación, se creó también el Lada Granta; un coche creado en las plantas de diseño del fabricante galo específicamente para el mercado ruso. 
Las ventas oficiales del coche se inician el 16 de julio de 2012, esperándose por parte de AvtoVAZ una cifra de hasta 70000 coches del modelo se vendan.

## Especificaciones

### Van de pasajeros R90

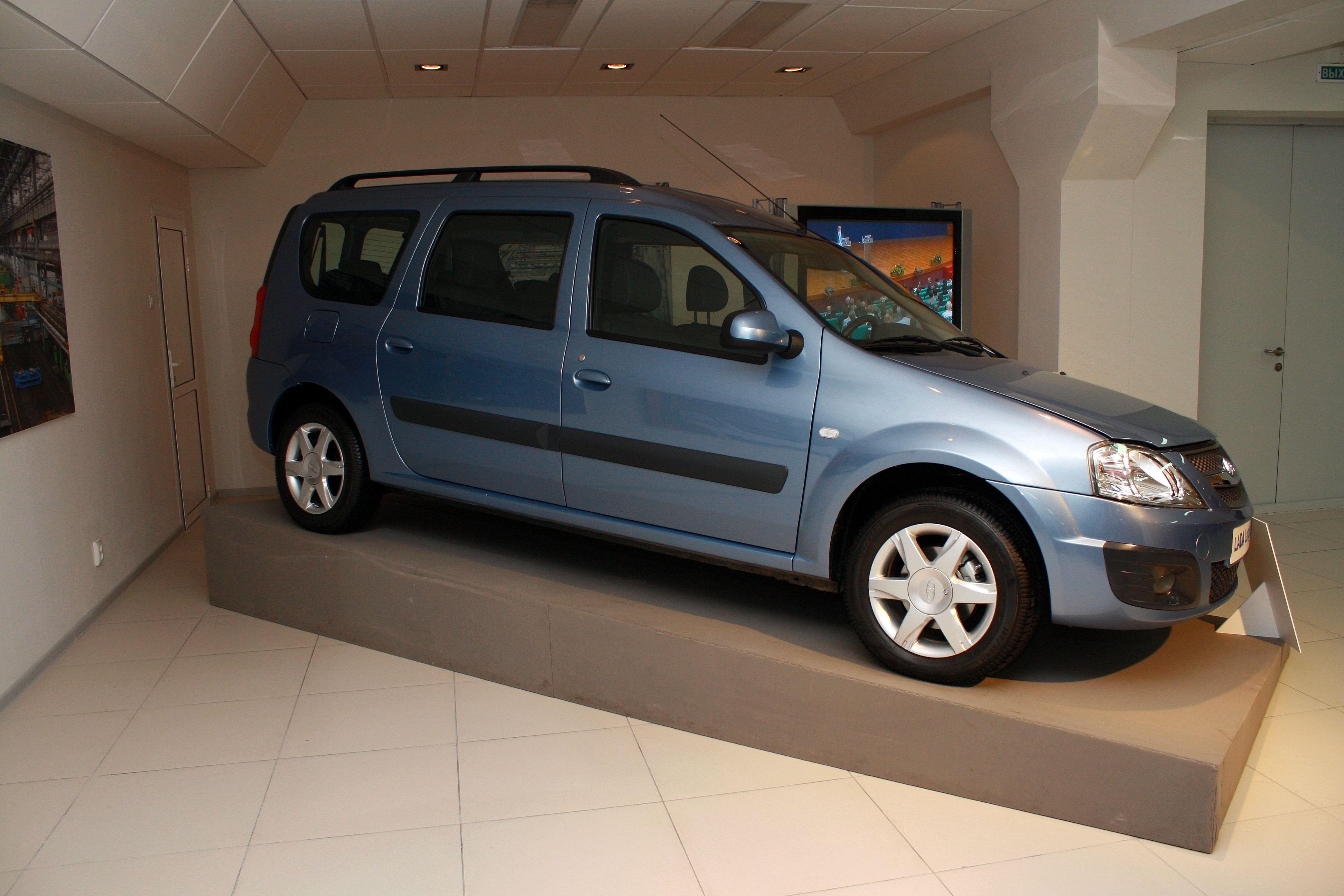
Al ser su base el Dacia Logan MCV, el Lada Largus no es más que la versión rusificada del Logan minivan, aquí se retrata una de las primeras unidades de preproducción.

Tiene la misma carrocería del Logan vagoneta, pero cuenta con dos versiones de asientos, una para 5 plazas, y la otra de 7 plazas. En la versión de 5 plazas se puede disponer de más espacio de almacenamiento para equipaje y/o carga, siendo de 1350 litros, pero en la versión de 7 plazas ese se limita hasta los 750 litros. en esta versión están todas las versiones de motorización disponibles, siendo las más demandadas aquellas que usan la gasolina como combustible.

### Van de Carga F90

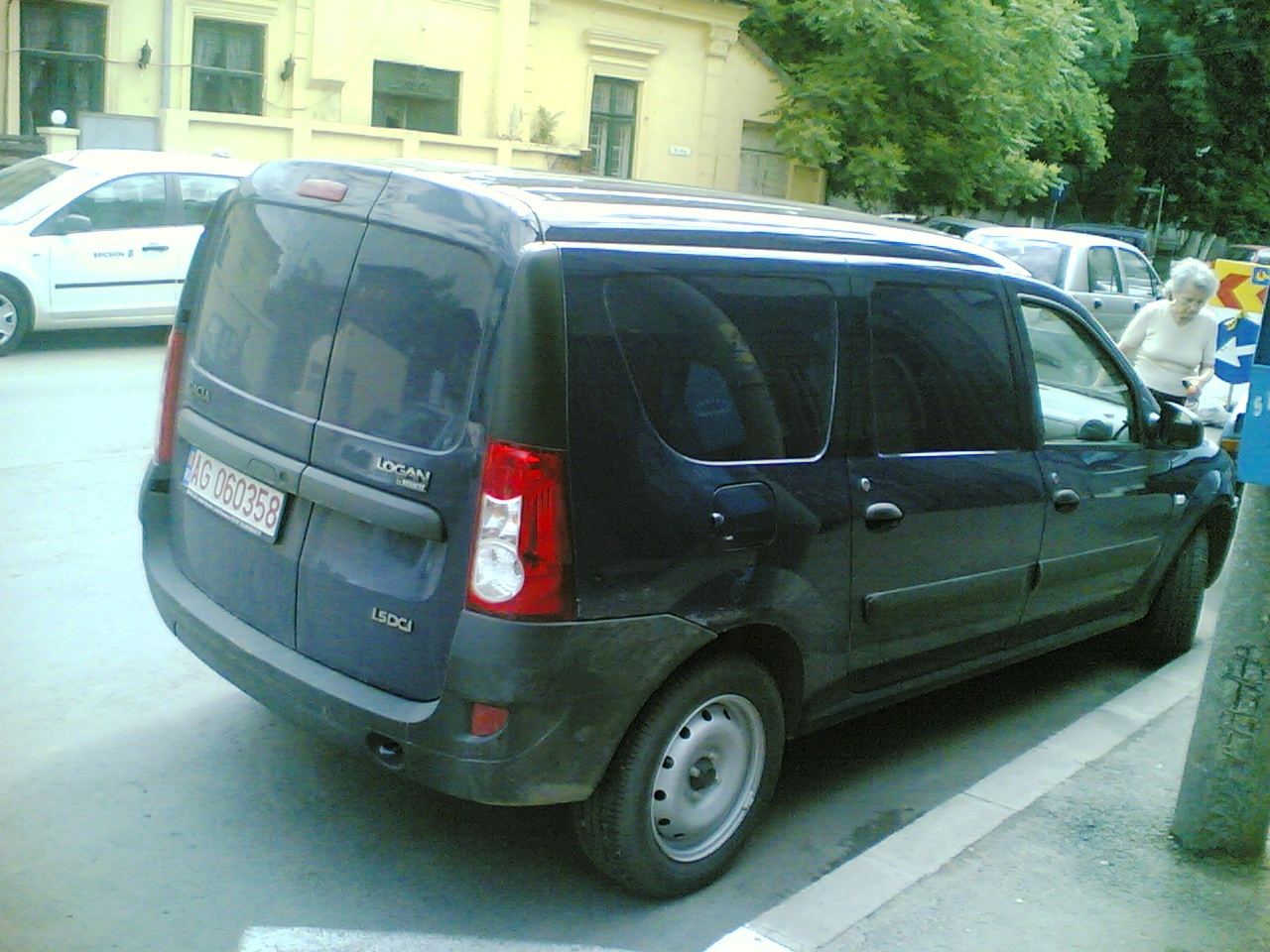
La Base del Lada Largus minivan comercial es la versión del Dacia Logan similar, aquí retratada.

En esta versión las motorizaciones comprenden más el uso de los propulsores diésel que el de los alimentados por gasolina (en razón de su costo); y que en su trabajo o ramo dedicado es más necesaria la fuerza que la aceleración, por lo tanto se incluyen en este modelo motores de origen Nissan pero hechos obviamente bajo licencia.
En ambas versiones el equipamiento puede incluir cualquiera de los aditamentos disponibles para el Logan que se comercia en occidente, es decir; radios con reproductor de MP3, airbags para el conductor y el copiloto, sistemas de elevavidrios eléctricos de serie, frenos antiblocantes, entre otras adiciones; pero igualmente se ofrecen las versiones más "espartanas" del citado coche, es decir; aquellas que como mínimo ofrecen lunetas ajustables desde el interior, acabados en materiales sintéticos, dirección hidráulica sin asistencia y caja mecánica.

### Motorizaciones
Son similares a las del Dacia Logan MCV rumano, en esta tablilla se listan los motores usados, estos a su vez son producidos bajo licencia de Nissan y Renault en la planta rusa, sin embargo; estos cumplen con la normatividad específica para emisión de gases enmarcada dentro de los estándares EURO-III y EURO-IV:
| Denominación del motor | Capacidad cilindraje (cc) | Número de válvulas | Combustible | Potencia (en HP)         | Torque           | Velocidad máxima (km/h) | Consumo medio (estimado) (Litros/100 km) |
| ---------------------- | ------------------------- | ------------------ | ----------- | ------------------------ | ---------------- | ----------------------- | ---------------------------------------- |
| 1.4 MPI                | 1390                      | 8 válvulas         | Gasolina    | 55 kW (75 HP) @5500 rpm  | 112 Nm @3000 rpm | 162                     | 6,5                                      |
| 1.6 MPI                | 1598                      | 8 válvulas         | Gasolina    | 64 kW (87 HP) @5500 rpm  | 128 Nm @3000 rpm | 175                     | 6,9                                      |
| 1.6 16v                | 1598                      | 16 válvulas        | Gasolina    | 77 kW (105 HP) @5750 rpm | 148 Nm @3750 rpm | 183                     | 7,1                                      |
| 1.5 dCi                | 1461                      | 8 válvulas         | Diésel      | 48 kW (65 HP) @3750rpm   | 160 Nm @1900 rpm | 155                     | 4.9                                      |
| 1.5 dCi                | 1461                      | 8 válvulas         | Diésel      | 55 kW (75 HP) @4000 rpm  | 160 Nm @1700 rpm | 158                     | 4.9                                      |
| 1.5 dCi                | 1461                      | 8 válvulas         | Diésel      | 66 kW (90 HP) @3750rpm   | 200 Nm @1900 rpm | 163                     | 4.8                                      |

### Videos
- Video 1 donde se muestra la línea de producción (ensamblaje - en ruso).
- Video 2 donde se muestra la línea de producción (estampado - en ruso).
- Prueba de conducción del Lada Largus (en ruso).
- Video donde se entrevista al presidente del club de fanes del Lada Largus (en ruso).

- Datos: Q2568
- Multimedia: Lada Largus / Q2568